# 中华粘体虫
中华黏体虫（学名：Myxosoma sinensis）为黏体科黏体虫属的动物。在中国，分布于广东、湖北、四川、云南、浙江、江西、陕西、武陵山地区、宁夏等，营寄生生活，寄生在鳃（鲤、鲫、云南鲴）、肾（鳗鲡、鲤、鲫、中华倒刺鲃）、鳍（鲫）、肠（鲤）、胆囊、脾、膀胱、心、喉（鲤）。
其种加词“sinensis”意为“中华的”。